# Гальмівний постсинаптичний потенціал
Гальмівний постсинаптичний потенціал — це різновид  постсинаптичного потенціалу, яка призводить до того, що активність  постсинаптичного нейрон а знижується, і  менш ймовірним  стає виникнення  потенціалу дії. 
Протилежністю гальмівного постсинаптичного потенціалу є збудливий постсинаптичний потенціал, який призводить до того, що активність постсинаптичного нейрона підвищується, і виникнення потенціалу дії стає  більш ймовірним .
Виникнення різних типів постсинаптичних потенціалів можливо в різних типах  хімічних синапсів, які використовують  секрецію тих чи інших нейромедіатор ів для забезпечення  нейротрансмісії ( міжклітинної передачі сигналу).
Гальмують (інгібіторні) пресинаптичні нейрони виділяють в синапс гальмівні нейромедіатори (наприклад, такі, як ГАМК, гліцин, серотонін, залежно від типу нейрона). Ці гальмівні нейромедіатори потім зв'язуються з відповідними специфічними «гальмівними» постсинаптическими рецепторами. В результаті активації цих гальмівних рецепторів відбуваються зміни в активності постсинаптичного нейрона, зокрема відкриваються або закриваються іонні канали (наприклад, канали іонів хлор а в разі ГАМК-А рецептора або канали іонів  калію у разі 5-HT 1A  -рецептора). Це призводить до зміни електричної провідності мембрани постсинаптичного нейрона. Генерується електричний струм, який змінює постсинаптичний потенціал - постсинаптична мембрана стає більш електронегативною (більше негативно зарядженої). Якщо вихідний потенціал мембрани знаходиться між порогом спокою і порогом виникнення потенціалу дії, то в результаті впливу цього інгібіторного потенціалу може відбутися деполяризація клітини. Гальмівні постсинаптичні потенціали також призводять до зміни проникності мембрани для іонів хлору, оскільки в результаті зміни потенціалу мембрани змінюється електростатична сила, що впливає на хлорні канали. Для вимірювання постстінаптічних потенціалів в збудливих і гальмівних синапсах можуть використовуватися мікроелектроди.
В цілому, результуючий постсинаптичний потенціал клітини залежить від комбінації факторів: типи і комбінації рецепторів та іонних каналів клітини, одночасно піддаються впливу, характер впливів (агоністичні або  антагоністичний), вихідний постсинаптичний потенціал клітини, реверсний потенціал, поріг виникнення потенціалу дії, проникність іонних каналів клітини для тих чи інших іонів, а також градієнт концентрації іонів всередині і зовні клітини. Вся ця сукупність факторів в кінцевому рахунку і визначає, чи буде клітка в стані збудження або в стані спокою або навіть гноблення. Гальмівні постсинаптичні потенціали завжди спрямовані на те, щоб знизити (зробити більш електронегативний) мембранний потенціал клітини і утримати його нижче порога виникнення потенціалу дії. Таким чином, гальмівної постсинаптичний потенціал може розглядатися як свого роду «тимчасова гіперполяризація» клітини. Гальмівні і збуджувальні постсинаптичні потенціали конкурують один з одним на безлічі синаптичних терміналей нейрона. Їх сумація і зумовлює те, буде чи не буде потенціал дії, з генерований пресинаптичною клітиною в конкретному синапсі, повторений подібним же потенціалом дії на постсинаптичні мембрані. Ця ж сумація всіх наявних потенціалів зумовлює й те, якою буде реакція постсинаптичної клітини на черговий, «ще один», гальмівний або збудливий сигнал, що не досягає сам по собі величини потенціалу дії. Деякі типові нейромедіатори, залучені в генерацію гальмівних постсинаптичних потенціалів - це ГАМК і гліцин, і - у багатьох, але не у всіх, випадках (залежно від типу рецептора) - серотонін.

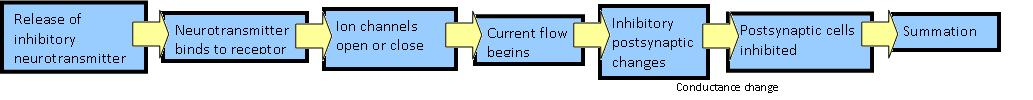
Схема, що описує, як працюють гальмівні постсинаптичні потенціали, від вивільнення нейромедіатора до сумації

## Компоненти

### Типи
Ця система працює таким чином, що гальмівні постсинаптичні потенціали підсумовуються в часі з підпороговими або надпороговими збудливими потенціалами, в результаті чого зменшується результуючий постсинаптичний потенціал. Еквівалентні по модулю збуджувальні (позитивні) і гальмівні (негативні) постсинаптичні потенціали дають у сумі нейтральний стан, взаємно скасовуючи дію один одного на клітину. Баланс між збудливими і гальмівними постсинаптичними потенціалами дуже важливий для інтеграції клітиною всіх надходжень від різних збудливих і гальмівних синапсів електричної та хімічної інформації.

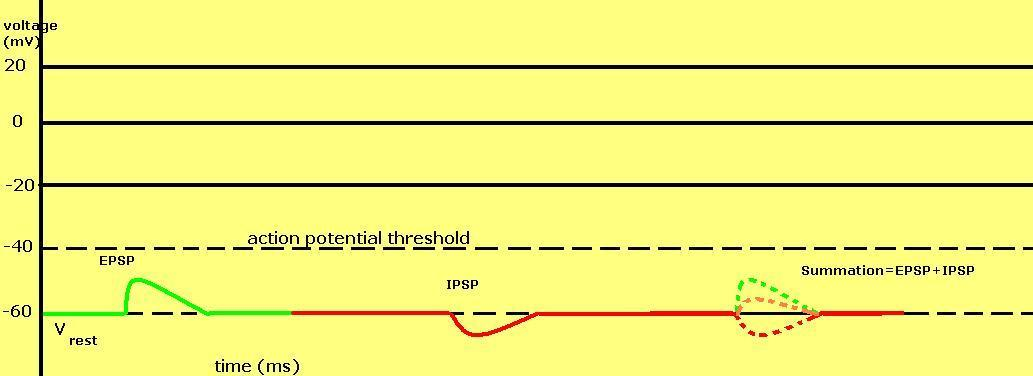
Схема, що показує вплив одночасно збудливого і гальмівного потенціалів на нейрон і їх суммацию: в даному конкретному випадку сума потенціалів виявляється все одно нижче порога виникнення потенціалу дії.

### Додаткові фактори
Розмір нейрона також може впливати на ефект, який чинить на клітину гальмівний постсинаптичний потенціал. Просте і миттєве тимчасове підсумовування постсинаптичних потенціалів має місце бути в нейронах порівняно невеликого розміру, тоді як у великих нейронах більшу кількість синапсів, метаботропних і іонотропних рецепторів, а також наявність довгих аксонів і більшу відстань від синапсів до тіла нейрона дозволяє нейронам ще якийсь час продовжувати електричне та хімічна спілкування з іншими нейронами (тобто перебувати в стані збудження), незважаючи на наявність гальмівних потенціалів на віддалених від тіла синапсах, поки гальмуючий сигнал «подорожує» до тіла клітини.

## Інгібіторні рецептори
Існує два типи інгібіторних рецепторів:

### Іонотропні рецептори
Іонотропні рецептори (також відомі як відкриваємі лігандом іонні канали) відіграють важливу роль у швидкій генерації гальмівних постсинаптичних потенціалів. Нейромедіатор зв'язується зі специфічним доменом рецептора - так званим доменом зв'язування ліганда (ligand -binding site or domain) рецептора, розташованим на зовнішній стороні поверхневої мембрани клітини (зверненим в синаптичну щілину). Це призводить до зміни просторової конфігурації рецептора і до відкриття в ньому іонного каналу, який утворюється всередині ендомебранного (проходить крізь мембрану) домену рецептора. В результаті виникає швидкий вхідний або вихідний струм іонів - всередину або назовні клітини. Іонотропні рецептори здатні продукувати дуже швидкі зміни постсинаптичного потенціалу - протягом мілісекунд після генерації потенціалу пресинаптичною клітиною. Іонні канали здатні впливати на амплітуду і тимчасові характеристики потенціалу дії клітини в цілому. Іонотропні ГАМК-рецептори, пов'язані з каналами іонів хлору, є мішенню дії багатьох ліків, зокрема барбітуратів, бензодіазепінів, ГАМК-аналогів і агоністів, ГАМК-антагоністів, таких, як Пікротоксин. Алкоголь також модулює іонотропні ГАМК-рецептори.

### Метаботропні рецептори
Метаботропні рецептори, більшість з яких відносяться до сімейства  G-білок-зв'язаних рецепторів, не містять вбудованих в їх структуру іонних каналів. Замість цього вони містять позаклітинний домен зв'язування ліганда (ligand-binding domain) і внутрішньоклітинний домен зв'язування з первинним ефекторним білком, яким найбільш часто буває  G-білок. Зв'язування агоніста з метаботропним рецептором призводить до такої зміни конфігурації рецептора, при якому активується первинний ефекторний білок. Так, наприклад, у випадку G-білка активація пов'язаного з ним рецептора призводить до дисоціації β- і γ- субодиниць G-білка у вигляді βγ-димера і до активації ними ряду «додаткових» внутрішньоклітинних сигнальних шляхів (зокрема  en: GIRK), в той час як активована α-субодиниця G-білка змінює активність класичного  аденилатціклазного шляху (підвищує в разі стимулюючого G -білка і пригнічує в разі інгібіторного альфа -субодиниці Gi ). Це, в свою чергу, призводить до зміни внутрішньоклітинної концентрації  вторинного посередника -  циклічного АМФ - підвищенню, у разі підвищення активності аденілатциклази, або зниження, у разі зниження. А зміна концентрації циклічного АМФ впливає на активність цАМФ-залежної  протеїнкінази A - вторинного ефектора. Підвищення або зниження активності протеїнкінази А запускає спадний ефекторний каскад аж до ефекторів N-го порядку. Зокрема, відкриваються або закриваються іонні канали.
Інгібіторні метаботропні рецептори пов'язані завжди з інгібіторним підтипом G-білка. Таким чином, вони  пригнічують  активність аденілатциклази і  знижують  концентрацію циклічного АМФ, ефективно пригнічуючи тим самим активність протеїнкінази А. Крім цього, вони активують вхідний потік іонів калію через активований βγ -дімером G-білка, і пригнічують активність кальцієвих каналів, що викликає гіперполяризацію клітини. Саме таким чином влаштовані метаботропні ГАМК-рецептори (гетеродімери R1 і R2 субодиниць). Подібним чином влаштований і 5-HT1A-рецептор.
Метаботропні інгібіторні рецептори генерують повільні гальмівні постсинаптичні потенціали (тривалістю від мілісекунд до хвилин). Вони можуть активуватися одночасно з іонотропними (з деякими типами іонотропних рецепторів вони можуть формувати «рецепторний дуплет» - гетеродімер) в одному і тому ж синапси, що дозволяє одному і тому ж синапсу генерувати як швидкі, так і повільні гальмівні потенціали.

## Значення
Є багато програм гальмівних постсинаптичних потенціалів в реальному світі. Препарати, які впливають на дії нейромедіатора можуть лікувати неврологічні та психологічні розлади через різні комбінації типів рецепторів, G-білки, й іонних каналів в постсинаптичних нейронів.
Наприклад, ведуться дослідження, що досліджують опіоїдні рецептори-опосередкованого рецептора десенсибілізуючі і обороти блакитної плями у мозку. При високій концентрації агоніста застосовується протягом тривалого періоду часу (п'ятнадцять хвилин або більше), гіперполяризації піків, а потім зменшується. Це важливо, тому що це вступ до терпимості; чим більше опіоїду потрібно для болю тим більша стриманість пацієнта. Ці дослідження важливі, тому що вона допомагає нам, дізнатися більше про те, яку ми маємо справу з болем і наші відповіді на різні речовини, які допомагають лікувати біль. Вивчаючи нашу терпимість до болю, ми можемо розробити більш ефективні ліки для лікування болю. 
Крім того, проводяться дослідження області в дофаміні нейронів в вентральній області покришки, яка має справу з нагородою, а чорна субстанція, яка бере участь з рухом і мотивацією. Метаботропні відбуваються у відповідь в дофаміних нейронах допомогою регуляції збудливості клітин. Опіоїди пригнічують вивільнення ГАМК; це зменшує кількість гальмування і дозволяє їм стріляти спонтанно. Морфін і опіоїди відносяться до гальмівних постсинаптичних потенціалів, тому що вони викликають розгальмування в дофамінових нейронах. 
Гальмівні постсинаптичні потенціали також можуть бути використані для вивчення введення-виведення ознак інгібітору переднього мозку синапсів, використовуваного для подальшого вивчення уроків поведінки, щоб бути конкретно навчанним пісні птахів у дослідженні, проведеному в Університеті Вашингтона. Пуассона поїзда унітарних гальмівних постсинаптичних потенціалів були викликані на високій частоті, щоб відтворити постсинаптичні піки в середній частині дорсального ядра таламуса без будь-яких додаткових збуджуючих входів. Це показує надлишок активації таламуса ГАМК-ергічних. Це важливо, оскільки піки часу необхідні для правильної локалізації звуку у слухових проходах. 
Гальмівні постсинаптичні потенціали використовуються також для вивчення базальних ганглій амфібій, щоб побачити, як рухова функція модулюється за допомогою своїх гальмівних виходів з смугастого тіла до покришки і покришки. Візуально керування поведінки може регулюватися через гальмівні стріато-покришки шляху, знайденого в амфібії У дослідженні, проведеному в китайській Академії наук. Базальні ганглії амфібій дуже важливі в отриманні зорові, слухові, нюхові і механосенсорних входів.